# Courlac
Courlac település Franciaországban, Charente megyében. Lakosainak száma 58 fő (2022. január 1.). Courlac Bellon, Montboyer, Orival és Saint-Romain községekkel határos.

## Népesség
A település népessége az elmúlt években az alábbi módon változott:
| Lakosok száma | 92   | 80   | 64   | 66   | 59   | 54   | 54   | 57   | 57   | 58   |
|               | 1968 | 1982 | 1990 | 2006 | 2013 | 2015 | 2017 | 2019 | 2020 | 2022 |